# Militantisme par hashtag
Pour un article plus général, voir Cybermilitantisme.

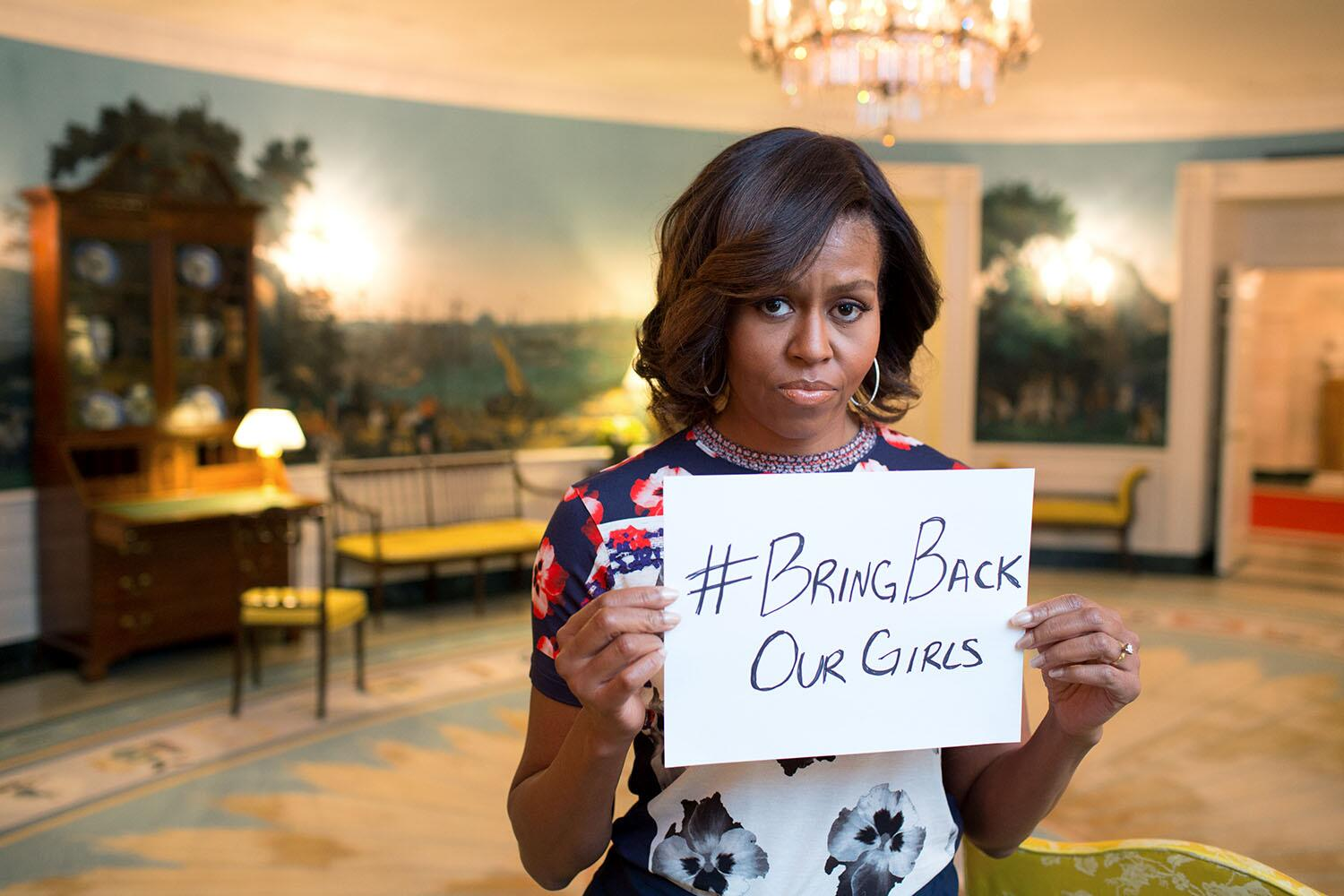
Michelle Obama affichant le hashtag Bring back our girls.

Le militantisme par hashtag, ou hashtag activism, est l'utilisation de hashtags sur les médias sociaux, en particulier Twitter, à des fins militantes.

## Historique
La première mention connue du terme en anglais est dans The Guardian, en 2011, dans le cadre d'Occupy Wall Street. Dans le cas de ce mouvement, le hashtag #OccupyWallStreet est utilisé sur Twitter pour coordonner les conversations en ligne, gagner en notoriété et organiser des manifestations spontanées. Le terme s'étend ensuite à l'utilisation de hashtags sur différents médias sociaux, dont Twitter, Facebook, Instagram et Tumblr.

### Black Lives Matter

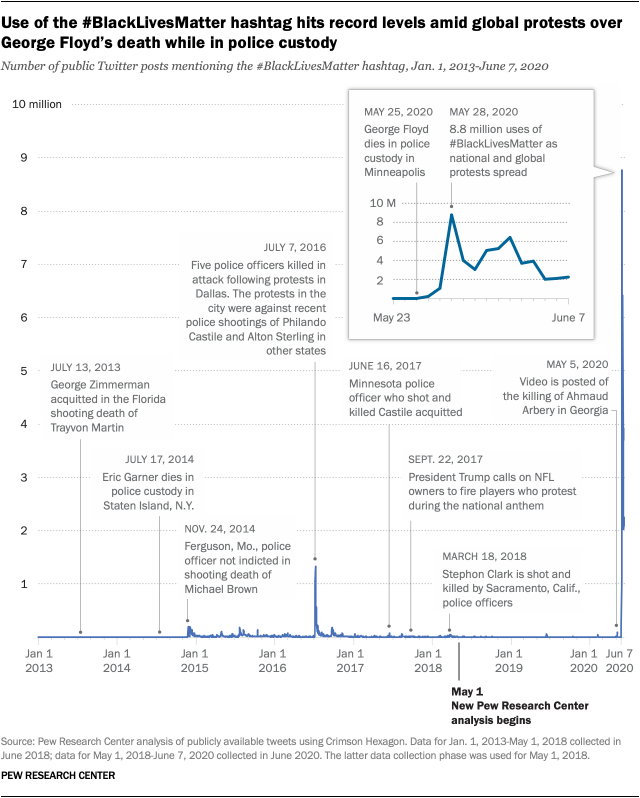
Utilisation du hashtag #Black Lives Matter de 2013 (début du mouvement) à 2020 (meurtre de George Floyd).

De 2013 à 2016, #BlackLivesMatter a en moyenne 58 747 occurrences par jour sur Twitter, connaissant un pic à 172 772 tweets par jour en moyenne dans les mois qui suivent l'affaire Michael Brown en 2014. Le hashtag est à nouveau largement utilisé après la mort de George Floyd, parfois accompagné d'une image de carré noir, notamment sur Instagram.

### MeToo
Le hashtag #MeToo naît en 2007 et gagne en popularité en 2017. Il mobilise de très nombreuses personnes sans émaner d'une organisation militante spécifique. Il ouvre des débats dans l'espace privé et a des conséquences politiques concrètes.

### PublishingPaidMe
En 2020 le hashtag #PublishingPaidMe apparait sut Twitter pour dénoncer les inégalités raciales des rémunérations dans l'industrie de l'édition,.

## Définition
L'activisme par hashtag est l'utilisation de hashtags sur les médias sociaux, en particulier Twitter, à des fins militantes. Le terme s'applique aussi à l'utilisation des médias sociaux pour soutenir une cause avec une mention j'aime, un partage, ou un commentaire, en particulier sur Twitter et Facebook,. Il est une forme de participation très peu contraignante à une cause, souvent en un seul clic.
L'objectif de l'activisme par hashtag est de partager des causes avec ses proches et ses abonnés dans l'espoir qu'ils partagent à leur tour. De cette façon, l'utilisation d'un hashtag permet des discussions à grande échelle. Les hashtags sont également utilisés pour débattre et pour faire gagner en notoriété des sujets le plus souvent sociaux et politiques. Le militantisme par hashtag permet à tout le monde de s'exprimer sur Internet et de partager ses opinions personnelles, et est reconnu comme une plate-forme importante pour les minorités, en l'absence de couverture médiatique en profondeur de causes qui les affectent particulièrement, ainsi que pour les personnes qui maîtrisent mal le format écrit formel.

## Réactions

### Soutiens
Les soutiens du militantisme par hashtag affirment que l'utilisation d'un hashtag permet à tout le monde de communiquer sans limite de temps ou d'espace et sans être réduit à la taille de son compte social. Les hashtags permettent de raconter un témoignage personnel, ce qui touche plus l'audience et peut aider les personnes à l'origine de la publication à recevoir un soutien plus concret ; de la même façon, il permet à tout le monde de partager ses émotions et encourage donc la participation active. La méthode est efficace pour soutenir la notoriété d'une cause et éduquer le public à son sujet. Il encourage également la solidarité entre personnes touchées par la même cause, par exemple dans le cas du hashtag #MeToo, y compris si elles ne se rencontreront probablement jamais.
En 2014, une étude montre que 64 % d'Américains interrogés se disent plus susceptibles de soutenir une cause sociale ou environnementale de façon concrète (avec un don, du bénévolat, ou du partage d'informations) après avoir aimé une publication ou suivi une organisation caritative en ligne. La même étude montre que 58 % des personnes interrogées estiment que la publication sur les réseaux sociaux est une façon efficace de défendre une cause. Dans les années 2010 et 2020, les hashtags sont souvent la première étape d'un mouvement politique à grande échelle et ne se limitent jamais exclusivement à la sphère en ligne. Bev Goodman, qui crée le hashtag #WhyIStayed contre les violences domestiques, estime que cette forme de militantisme facilite l'engagement sur la durée.
Les hashtags permettent de s'informer facilement sur un sujet et de suivre les événements du monde physique qui y sont associés : il suffit d'un clic sur le hashtag pour en savoir plus.
La notoriété d'une cause peut augmenter énormément grâce à l'utilisation d'un hashtag, comparée par Tristan Mendès France à la distribution de flyers dans le monde physique. Il peut aussi, à force de répétition, normaliser une problématique et la faire entrer dans le débat public. La Radio-télévision belge de la Communauté française résume que « Cet activisme fainéant ne résout rien concrètement, certes, mais il aide à diffuser des messages qui compte, sans aucun doute. »

### Critiques
La critique principale de l'activisme par hashtag est qu'il sert à montrer qu'une cause est chère à l'utilisateur, mais mène rarement à des actions concrètes qui pourraient changer la situation critiquée. Les journalistes de FOX News Chris Wallace et George Will commentent, dans le cadre de Bring back our girls, « Est-ce que ces barbares au fin fond du Nigéria vont ouvrir leur compte Twitter et se dire, "oh non, Michelle Obama est très en colère contre nous, il faut qu'on change de comportement" ? ».
Le militantisme par hashtag est vu comme un sous-courant du slacktivisme,. Le geste peut relever de la vertu ostentatoire ou activisme performatif, c'est-à-dire que les personnes l'utilisant peuvent se satisfaire d'avoir montré leur pureté militante en public, sans entreprendre d'actions concrètes.
La facilité de l'activisme par hashtag peut mener à une utilisation trop fréquente, lassant le public au lieu de l'inspirer. Il n'est pas non plus animé de la même énergie et passion que les mouvements en personne, et même que les premiers hashtags notables. Malcolm Gladwell estime que le militantisme par hashtag est voué à l'échec parce qu'il manque de liens sociaux profonds entre les personnes unies par la cause, nécessaires pour inspirer une action concrète.
Les hashtags sont souvent lancés par des personnes privilégiées plutôt que par celles qui ont besoin de l'aide demandée. C'est par exemple le cas de Kony 2012, réalisé par un Américain.